# Johan Jakob Tengström
Johan Jakob Tengström (22. října 1787, Kokkola, švédské Finsko – 11. dubna 1858, Helsinky, Finské velkoknížectví) byl finský spisovatel, historik a profesor filozofie na Imperial Alexander University. Patřil mezi nejvýznamnější představitele tzv. turkuské romantiky, kteří otevřeli otázku hledání národní finské identity spojenou se zaměřením na vývoj finštiny jako národního jazyka, který pomůže národu k samostatnosti. 

## Život
Tengström se narodil v rodině faráře. Byl synovcem a pozdějším zetěm Jakoba af Tengströma, prvního finského arcibiskupa. Díky tomu získal stabilní postavení ve vyšších společenských kruzích v Turku a užší spojení se starší generací vysokoškolských učitelů na Královské akademii, kde začal studovat roku 1803.
V letech 1804–1806 studoval na Uppsalské univerzitě. Na Královské akademii pak získal na podzim roku 1809 bakalářský titul z filozofie a v následujícím roce byl profesorem a básníkem Fransem Michaelem Franzénem povýšen na doktora filozofie. Roku 1811 byl jmenován docentem literární historie, od roku 1813 působil jako mimořádný odborný asistent na filozofické fakultě a od roku 1816 byl zástupcem knihovníka.
V letech 1817-1819 podnikl se svým bratrancem Johanem Magnusem af Tengströmem studijní cestu po Švédsku, Dánsku, Německu, Itálii a Francii. Po návratu do Finska působil od roku 1822 na Královské akademii jako úřadující profesor dějin vědy. V roce 1827 byl jen týden před velkým požárem v Turku jmenován profesorem filozofie. Když se univerzita přestěhovala do Helsinek působil i nadále jako profesor filozofie na Imperial Alexander University až do svého odchodu do důchodu v roce 1848.
V roce 1821 se Johan Jakob Tengström oženil se svou sestřenicí Sofií Magdalenou af Tengström. Dva synové manželů brzy zemřeli a manželka zemřela v roce 1832. Vědecky nadaný třetí syn Robert Tengström, univerzitní pedagog a spisovatel. zemřel na tyfus v roce 1847 během pobytu v zahraničí a byl pohřben v Paříži. Všechny tři Tengströmovy dcery se provdaly za významné finské národní buditele. Roku 1835 vstoupil Tengström vstoupil do druhého manželství s Johannou Carolinou, vdovou po profesoru Fredriku Bergbomovi.

## Dílo
Během působení na Královské akademii v Turku udělal Tengström ze svého domova centrum vlasteneckých literárních aktivit. Přispíval do kalendáře literárně-filozofické společnosti Aura, který vyšel ve dvou číslech roku 1817 a 1818. Vyzýval ke studiu finštiny a sestavování sbírek lidové poezie. Jeho spis Akõ hinder för Finlands litteratur och kultur (1817, Některé překážky finské literatuře a kultuře) lze považovat za národní kulturní program. Na rozdíl od radikálního Adolfa Iwara Arwidssona byl však opatrný a konzervativní.
Poté, co si velký požár v Turku vyžádal přestěhování univerzity do Helsinek, hrál Tengström ústřední roli v kruhu Sobotního spolku (Lauantaiseura), založeného roku 1830, a členové spolku se často scházeli u něj doma. 
Jako profesor představil ve 20. a 30. letech 19. století svým studentům, mezi kterými byli Johan Vilhelm Snellman, Johan Ludvig Runeberg a Zacharias Topelius, filozofii Georga Wilhelma Friedricha Hegela a měl velkou zásluhu na tom, že se tato filozofie stala součástí vzdělávání finské státní správy.
Jako národní buditel se opíral o názor, že každý národ je jedinečný a má právo tuto jedinečnost rozvíjet. Na základě toho dále předkládal myšlenku, že by Finové měli najít vlastní cestu k rozvoji vzdělanosti a odpoutat se od švédského vlivu. Rozvoj finskojazyčné vzdělanosti a kultury však musel nutně začít mezi švédskojazyčnými obyvateli Finska, neboť ti tvořili nejvyšší vrstvu tehdejší finské společnosti. Právě oni měli být hybnou silou, která se rozvojem finského jazyka, sběrem finského lidového básnictví a výzkumem dávné historie Finska zasadí o pozvednutí a rozvoj finské národní kultury a vzdělanosti. Pokud jde o cizí vlivy, považoval za negativní zejména francouzský způsob života a měl rovněž obavy, že pod ruskou nadvládou může finská kultura upadat.